# Trans-Wirkung
Trans-Wirkung (von lat. trans ‚jenseits‘) bezeichnet eine Wirkung auf die Genexpression durch die Genprodukte von regulatorischen Genen (diese sind RNA oder Proteine), deren Wirkung unabhängig von ihrem Genort sind. Typische Beispiele für eine Trans-Wirkung sind bakterielle Repressoren. Im Gegensatz zur Transaktivierung erfolgt eine Cis-Wirkung durch Cis-wirkende Elemente, also durch regulatorische Elemente auf demselben DNA-Molekül, wie beispielsweise bakterielle Operatoren. Die Trans-Wirkung kann unterteilt werden in Wirkungen von Aktivatoren (Trans-Aktivierung) und von Repressoren (Trans-Repression) der Genexpression.